# Cosapilla
Cosapilla (del aimara: q‘‘usapilla ‘tipo de ortiga’) es una localidad ubicada en la comuna de General Lagos, Provincia de Parinacota, al extremo noreste de la Región de Arica y Parinacota, en el norte de Chile. Está situado al sureste de Visviri y al noroeste de Caquena, cercano al límite con Bolivia.
Es el último poblado del bofedal de Caquena, con caserío agrupado en forma lineal.

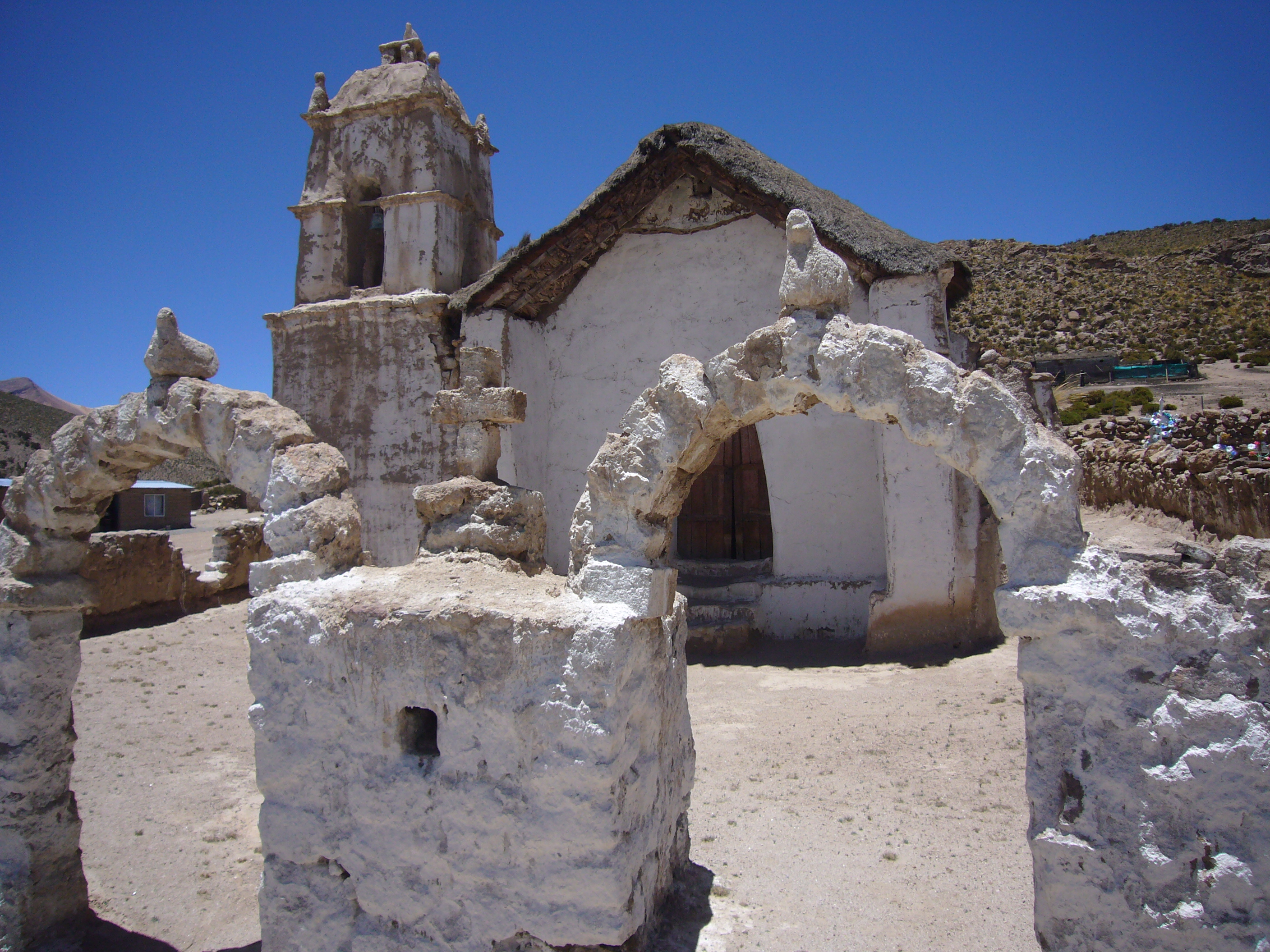
Iglesia

Al costado se encuentra la iglesia con un gran patio exterior, cercada, rodeada de muro y un bonito acceso de dos puertas con arco superior. Esta es original del siglo XVII y está dedicada a la Virgen del Rosario. El otro lado de la plaza está ocupado por la escuela.